# سیارک ۵۸۲۱۴
سیارک ۵۸۲۱۴ (به انگلیسی: 58214 Amorim، نامگذاری:1992RA2) پنجاه و هشت هزار و دویست و چهاردهمین سیارک کشف شده‌است که در ۲ سپتامبر ۱۹۹۲ کشف شد.